# Saint-Sylvestre-sur-Lot
Saint-Sylvestre-sur-Lot ist eine Gemeinde mit 2.388 Einwohnern (Stand: 1. Januar 2022) in Frankreich im Département Lot-et-Garonne in der Region Nouvelle-Aquitaine. Saint-Sylvestre-sur-Lot gehört zum Arrondissement Villeneuve-sur-Lot und zum Kanton Le Pays de Serres.

## Geografie
Saint-Sylvestre-sur-Lot liegt am Fluss Lot. Umgeben wird Saint-Sylvestre-sur-Lot von den Nachbargemeinden Villeneuve-sur-Lot im Norden und Westen, Trentels im Nordosten, Penne-d’Agenais im Süden und Osten.

## Bevölkerungsentwicklung
| 1962 | 1968 | 1975 | 1982 | 1990 | 1999 | 2006 | 2017 |
| ---- | ---- | ---- | ---- | ---- | ---- | ---- | ---- |
| 1215 | 1385 | 1699 | 1879 | 2040 | 2060 | 2180 | 2296 |

## Sehenswürdigkeiten
Das Schloss Ferrassou aus dem 15./16. Jahrhundert besitzt einen denkmalgeschützten Rundturm mit Renaissance-Fassade.

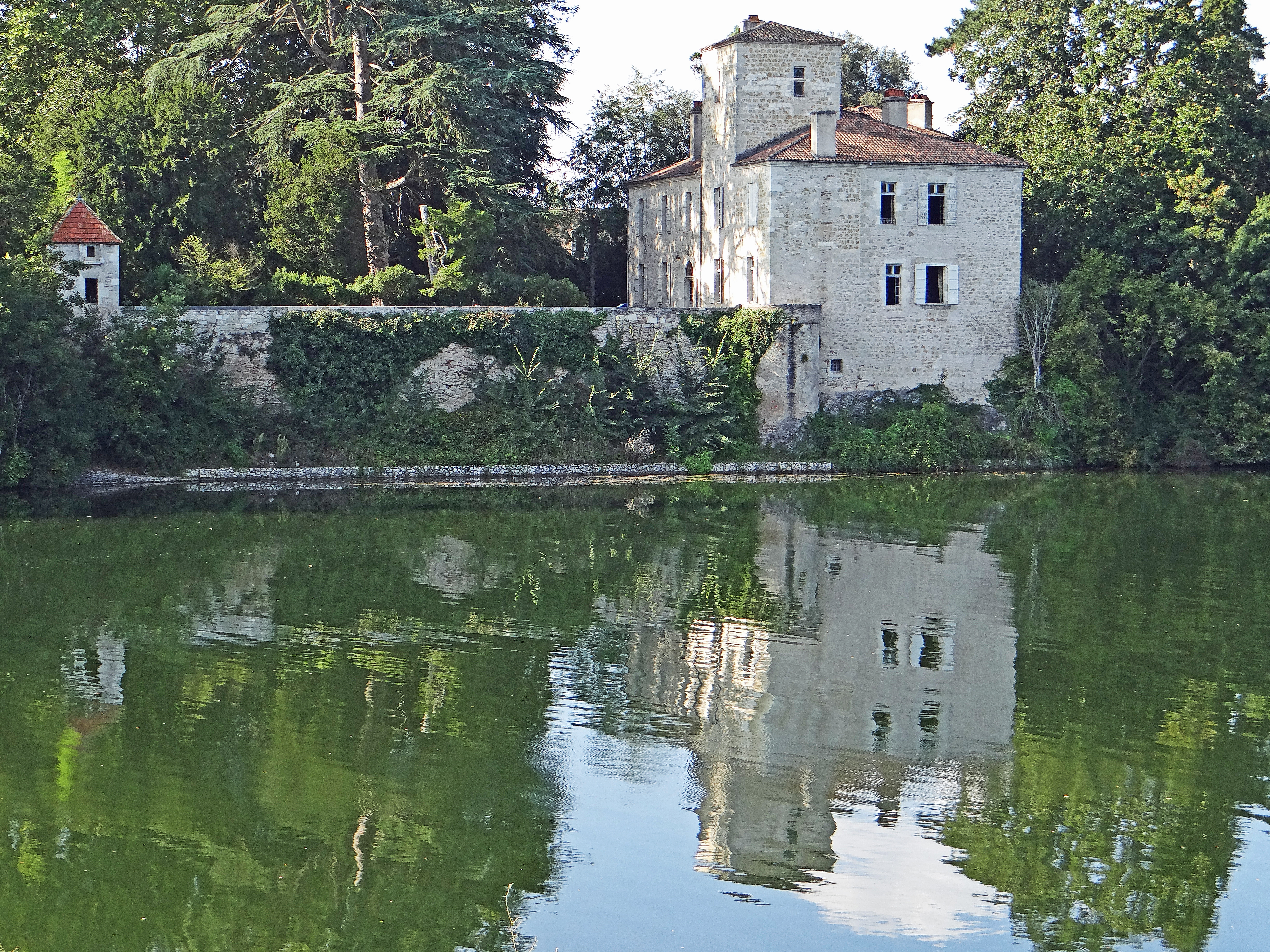
Schloss Ferrassou

## Persönlichkeiten
- Jean Camille Coste (1873–1950), Bischof von Angers

## Gemeindepartnerschaft
Mit der französischen Gemeinde Lièpvre im Département Haut-Rhin (Elsass) besteht seit 1992 eine Partnerschaft.